# Xã Gilpin, Quận Armstrong, Pennsylvania
Xã Gilpin (tiếng Anh: Gilpin Township) là một xã thuộc quận Armstrong, tiểu bang Pennsylvania, Hoa Kỳ. Năm 2010, dân số của xã này là 2.496 người.